# NGC 922
NGC 922是距離地球1億5千萬光年遠的一個棒渦星系。環的結構和扭曲的螺旋臂是3億3千萬年前一個小星系將它當作宇宙射擊的靶心，擊中NGC 922的核心造成的結果。